# Lara Petera
Lara Heta, née Lara Petera le 21 décembre 1978 à Kaitaia, est une joueuse professionnelle de squash représentant la Nouvelle-Zélande. Elle atteint en mai 2003 la  25e place mondiale sur le circuit international, son meilleur classement. 

## Biographie
Elle commence le squash au club de Kaitaia avec Shelley Kitchen, future star du squash kiwi et elles participent ensemble au Hong Kong Open. Sa carrière est ensuite pontuée de blessures.
En 2001 et 2002, elle se qualifie pour le tour principal du championnat du monde, mais est éliminée au premier tour à chaque fois.

## Palmarès

### Finales
- Championnats de Nouvelle-Zélande : 2000